# Live at the Regal
Live at the Regal ist ein 1965 veröffentlichtes Livealbum des US-amerikanischen Bluesgitarristen B. B. King. Aufgenommen wurde es am 21. November 1964 im Regal Theater in Chicago, einem Nachtclub und Veranstaltungsort im Chicagoer Stadtteil Southside.
Um diese Zeit schien es mit der Karriere Kings bergab zu gehen, denn das schwarze Publikum wandte sich immer mehr vom Blues ab. Aber das britische Bluesrevival brachte den Blues den weißen Amerikanern nahe, da sie die Musikstücke kennenlernten, die britische Gruppen wie die Rolling Stones in die USA zurückbrachten. Das Album ebnete Kings Weg für Auftritte bei Rockkonzerten und im Radio.
Obwohl das Album von der Kritik gefeiert wurde, sah B. B. King die Sache etwas nüchterner: „Und auch wenn Live ein gutes Album war, habe ich wahrscheinlich hunderte von Konzerten gegeben, die besser waren als das im Regal.“

## Titelliste
1. Everyday I Have the Blues (Peter Chatman, Memphis Slim) – 2:38
2. Sweet Little Angel (Riley [„B. B.“] King, Jules Taub) – 4:12
3. It’s My Own Fault (John Lee Hooker, King, Taub) – 3:29
4. How Blue Can You Get? (Leonard Feather) – 3:44
5. Please Love Me (King, Taub) – 3:01
6. You Upset Me Baby (King, Taub) – 2:22
7. Worry, Worry (Pluma Davis, Davis Plumber, Denyse Plummer, Taub) – 6:24
8. Woke up This Morning (My Baby’s Gone) (King, Taub) – 1:45
9. You Done Lost Your Good Thing Now (Joe Josea, King) – 4:16
10. Help the Poor (Charlie Singleton) – 2:58

## Chartplatzierungen
- Billboard R&B Albums: Platz 6
- Billboard Top 200: Platz 76[3]

## Kritikerstimmen
- “Live at the Regal is a textbook example of how to set up a live performance.”[4] (deutsch: „Live at the Regal ist ein Musterbeispiel dafür, wie man einen Live-Auftritt aufzieht.“)
- “B. B. King is not only a timeless singer and guitarist, he’s also a natural-born entertainer, and on Live at the Regal the listener is treated to an exhibition of all three of his talents.”[5] („B. B. King ist nicht nur ein zeitloser Sänger und Gitarrist, er ist ebenso der geborene Entertainer, und auf Live at the Regal wird der Hörer mit allen dreien seiner Talente verwöhnt.“)
- Das Rolling Stone Magazine setzte das Album auf Platz 141 der 500 bedeutendsten Alben aller Zeiten.[6]
- “[…] the master’s guitar is all over this record, and his playing here is among the best in his long career.”[7] („[…] des Meisters Gitarre zieht sich durch das ganze Album, und sein Spiel darauf ist mit das Beste aus seiner langen Karriere.“)
- “If you only bought one live blues album, you would do pretty well to get B. B. King Live at the Regal.”[8] („Wenn man nur ein einziges Live-Blues-Album kaufen sollte, wäre man mit B. B. King Live at the Regal gut beraten.“)
- “Live at the Regal showcases King’s penchant for not only playing guitar and singing, but also entertaining.”[9] („Live at the Regal stellt nicht nur Kings Leidenschaft fürs Gitarrespielen und Singen heraus, sondern auch die, zu unterhalten.“)